# Xã Mayberry, Quận Montour, Pennsylvania
Xã Mayberry (tiếng Anh: Mayberry Township) là một xã thuộc quận Montour, tiểu bang Pennsylvania, Hoa Kỳ. Năm 2010, dân số của xã này là 250 người.